# Erythroxylum leptoneurum
Erythroxylum leptoneurum är en tvåhjärtbladig växtart som beskrevs av Otto Eugen Schulz. Erythroxylum leptoneurum ingår i släktet Erythroxylum och familjen Erythroxylaceae. Inga underarter finns listade i Catalogue of Life.